# 린츠란트군

린츠란트군의 위치

린츠란트군(독일어: Bezirk Linz-Land)은 오스트리아 오버외스터라이히주에 위치한 군으로 행정 중심지는 린츠이며 면적은 460.3km2, 인구는 138,721명(2011년 기준), 인구 밀도는 300명/km2이다. 북쪽으로는 린츠, 우르파어움게붕군, 북동쪽으로는 페르크군, 동쪽으로는 니더외스터라이히주 암슈테텐군, 남쪽으로는 슈타이어란트군, 남서쪽으로는 키르히도르프안데어크렘스군, 서쪽으로는 벨스란트군, 북서쪽으로는 에페르딩군과 접한다.

## 하위 행정 구역
4개 도시, 7개 시장도시, 11개 일반 시를 관할한다.
- 도시
  - 안스펠덴(Ansfelden)
  - 엔스(Enns)
  - 레온딩(Leonding)
  - 트라운(Traun)
- 시장도시
  - 아스텐(Asten)
  - 회르싱(Hörsching)
  - 크론슈토르프(Kronstorf)
  - 노이호펜안데어크렘스(Neuhofen an der Krems)
  - 푸킹(Pucking)
  - 장크트플로리안(Sankt Florian)
  - 빌헤링(Wilhering)
- 일반 시
  - 알하밍(Allhaming)
  - 에겐도르프임트라운크라이스(Eggendorf im Traunkreis)
  - 하르겔스베르크(Hargelsberg)
  - 호프키르헨임트라운크라이스(Hofkirchen im Traunkreis)
  - 케마텐안데어크렘스(Kematen an der Krems)
  - 키르히베르크테닝(Kirchberg-Thening)
  - 니더노인키르헨(Niederneukirchen)
  - 오프테링(Oftering)
  - 파싱(Pasching)
  - 피버바흐(Piberbach)
- 장크트마리엔(Sankt Marien)